# منطقة تونسانج
تونسانج رمزها «TU» (بالإنجليزية: Tuensang)‏ ، هو تقسيم إداري لدولة الهند تتبع ولاية ناجالاند (بالإنجليزية: Nagaland)‏ ، مركزها هو مدينة تونسانج (بالإنجليزية: Tuensang)‏ عدد سكانها حسب تعداد سنة 2001 هو 414,801 ، مساحتها 4,228 كم² وكثافة السكان 98 لكل كم² .